# Xenorhina schiefenhoeveli
Xenorhina schiefenhoeveli е вид жаба от семейство Тесноусти жаби (Microhylidae).

## Разпространение
Видът е разпространен в Индонезия.